# Direktør Ivar Knudsen paa Prøvesejlads med et Dieselskib
Direktør Ivar Knudsen paa Prøvesejlads med et Dieselskib er en dansk dokumentarisk optagelse fra 1913 produceret af Politiken-Fonden.

## Handling
Burmeister & Wains direktør Ivar Knudsen ses på dækket ombord på dieselmotorskibet "Siam" sammen med en del andre høje herrer såsom ØKs direktør H.N. Andersen og B&W-direktør Martin Dessau. Også Anker Kirkegaard ses på dækket. Ivar Knudsen ses også i maskinrummet.